# Rahman Bilici
Rahman Bilici (Aşkale, 1984. október 28. –) török kötöttfogású birkózó. A 2018-as birkózó-világbajnokságon a bronzérmet nyert 63 kg-os súlycsoportban, szabadfogásban. A 2012. évi nyári olimpiai játékokon 60 kg-ban versenyzett, Törökország színeiben.

## Sportpályafutása
A 2018-as birkózó-világbajnokságon a bronzmérkőzésig jutott. A mérkőzést 6–1-re nyerte.